# Афонин, Валентин Иванович
Валенти́н Ива́нович Афо́нин (22 декабря 1939, Владимир, Ивановская область — 2 апреля 2021) — советский футболист, защитник. Мастер спорта СССР (1963), заслуженный мастер спорта СССР (1970).

## Карьера
Известен по выступлениям за клубы СКА (Ростов-на-Дону) и ЦСКА (Москва).
Игрок национальной сборной СССР. В составе сборной СССР занял 4-е место на чемпионате мира 1966 года.
После завершения игровой карьеры был занят тренерской деятельностью. Был главным тренером команды ГСВГ (1975—1979), СКА (Хабаровск) (1982—1983). Проходил воинскую службу начальником физической подготовки в в/ч 16802 (1984-1985). Работал тренером команды «Сокол» (Москва) (1985—1998).
С 2001 года — директор детской спортивной школы «Приалит» в подмосковном Реутове.
Умер 1 апреля 2021 года на 82-м году жизни.

## Достижения
- Чемпион СССР: 1970
- Серебряный призёр чемпионата СССР: 1966 (15 матчей из 36)
- В списке 33 лучших футболистов сезона в СССР: № 1 (1968); № 2 (1969); № 3 (1970)
- Участник чемпионатов мира: 1966 (1 игра), 1970 (3 игры)